# Монако на летних Олимпийских играх 2024

## Квалификация
| № п/п | Вид спорта           | Мужчины        | Мужчины                | Женщины        | Женщины                | Всего          | Всего                  |
| № п/п | Вид спорта           | Завоевано квот | Количество спортсменов | Завоевано квот | Количество спортсменов | Завоевано квот | Количество спортсменов |
| ----- | -------------------- | -------------- | ---------------------- | -------------- | ---------------------- | -------------- | ---------------------- |
| 1     | Академическая гребля | 1              | 1                      |                |                        | 1              | 1                      |
| 2     | Дзюдо                | 1              | 1                      |                |                        | 1              | 1                      |
| 3     | Лёгкая атлетика      |                |                        | 1              | 1                      | 1              | 1                      |
| 4     | Настольный теннис    |                |                        | 1              | 1                      | 1              | 1                      |
| 5     | Плавание             | 1              | 1                      | 1              | 1                      | 2              | 2                      |
|       | ИТОГО                | 3              | 3                      | 3              | 3                      | 6              | 6                      |

## Состав команды
Академическая гребля
1. Кантен Антоньелли[англ.]

 Дзюдо
1. Марвен Гадо[англ.]

 Лёгкая атлетика
1. Мари-Шарлотта Гасто[англ.]

 Настольный теннис
1. Сяосинь Ян[англ.]

 Плавание
1. Тео Дрюэн[англ.]
2. Лиза Пу[англ.]

## Академическая гребля
Монако получило одну универсальную квоту на участие в олимпийских соревнованиях по академической гребле.
| Спортсмен         | Дисциплина       | Заезд   | Заезд | Утеш. заезд | Утеш. заезд | Четвертьфиналы | Четвертьфиналы | Полуфиналы | Полуфиналы | Финалы  | Финалы |
| Спортсмен         | Дисциплина       | Время   | Место | Время       | Место       | Время          | Место          | Время      | Место      | Время   | Место  |
| ----------------- | ---------------- | ------- | ----- | ----------- | ----------- | -------------- | -------------- | ---------- | ---------- | ------- | ------ |
| Кантен Антоньелли | Мужчины Одиночки | 7.02,15 | 4 R   | 7.10,00     | 1 QF        | 6.58,89        | 5 Q SC/D       | 7.14,32    | 5 Q FD     | 6.54,93 | 19     |

## Дзюдо
Монако получило одно универсальное место в мужские соревнования.
| Спортсмен   | Категория            | 1/16 финала        | 1/8 финала             | Четвертьфиналы       | Полуфиналы           | Утеш. поединки       | Финал / За 3 место   | Финал / За 3 место   |
| Спортсмен   | Категория            | Соперник Результат | Соперник Результат     | Соперник Результат   | Соперник Результат   | Соперник Результат   | Соперник Результат   | Место                |
| ----------- | -------------------- | ------------------ | ---------------------- | -------------------- | -------------------- | -------------------- | -------------------- | -------------------- |
| Марвен Гадо | Мужчины свыше 100 кг | —                  | CUBЭнди Гранда П 00–10 | завершил выступление | завершил выступление | завершил выступление | завершил выступление | завершил выступление |

## Легкая атлетика
Монако получило одно универсальное место для участия в олимпийском легкоатлетическом турнире.
Беговые дисциплины
| Спортсмен           | Дисциплина    | Забеги    | Забеги | Утеш. забеги | Утеш. забеги | Полуфиналы            | Полуфиналы            | Финал                 | Финал                 |
| Спортсмен           | Дисциплина    | Результат | Место  | Результат    | Место        | Результат             | Место                 | Результат             | Место                 |
| ------------------- | ------------- | --------- | ------ | ------------ | ------------ | --------------------- | --------------------- | --------------------- | --------------------- |
| Мари-Шарлотта Гасто | Женщины 100 м | 12,41     | 21     | —            | —            | завершила выступление | завершила выступление | завершила выступление | завершила выступление |

## Настольный теннис
Монако завоевало одно место в женские индивидуальные соревнования по рейтингу ITTF для Европы.
| Спортсмен  | Дисциплина     | 1/32                   | 1/16                  | 1/8                   | Четвертьфиналы        | Полуфиналы            | Финал / За 3 место    | Финал / За 3 место    |
| Спортсмен  | Дисциплина     | Соперник Результат     | Соперник Результат    | Соперник Результат    | Соперник Результат    | Соперник Результат    | Соперник Результат    | Место                 |
| ---------- | -------------- | ---------------------- | --------------------- | --------------------- | --------------------- | --------------------- | --------------------- | --------------------- |
| Сяосинь Ян | Женщины личное | CZEХана Мателова П 2–4 | завершила выступление | завершила выступление | завершила выступление | завершила выступление | завершила выступление | завершила выступление |

## Плавание
Монако получило два универсальные места для участия в олимпийском турнире пловцов.
| Спортсмен | Дисциплина                  | Заплывы | Заплывы | Полуфиналы | Полуфиналы | Финал                | Финал                |
| Спортсмен | Дисциплина                  | Время   | Место   | Время      | Место      | Время                | Место                |
| --------- | --------------------------- | ------- | ------- | ---------- | ---------- | -------------------- | -------------------- |
| Тео Дрюэн | Мужчины 800 м вольный стиль | 8.25,01 | 31      | —          | —          | завершил выступление | завершил выступление |
| Лиза Пу   | Женщины 10 км открытая вода | —       | —       | —          | —          | 2:07.05,4            | 18                   |